# Есмань (притока Десни)
Есма́нь — річка в Україні, в межах Шосткинського та Конотопського районів Сумської області. Ліва притока Десни (басейн Дніпра).

## Опис

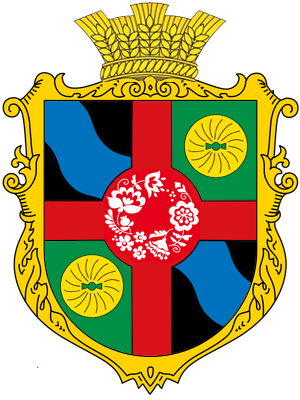
Торф'яні береги річки Есмань на гербі Пиротчиного

Довжина 50 км, площа водозбірного басейну 1 250 км². Похил річки 1,1 м/км. Долина коритоподібна, завширшки до 5,5 км, завглибшки до 25 м. Заплава завширшки пересічно 800 м, у пониззі місцями заболочена. Річище слабозвивисте, завширшки 5 м. Стік річки частково зарегульовано. Використовується на водопостачання, рибництво.

## Розташування
Есмань бере початок у Слоуті. Тече переважно на захід і південний захід. У пригирловій частині повертає на північ та північний захід. Впадає до Десни на північ від села Погорілівки. Гирло Есмані розташоване поруч (південніше) з гирлом Осоти. 
Основні притоки: Сливка, Глистянка, Реть (ліві).